# Nevio Scala
Nevio Scala (ur. 22 listopada 1947 roku w Lozzo Atestino) – włoski piłkarz, występujący na pozycji pomocnika, i trener piłkarski. Jako zawodnik grał w Romie, Milanie, Vicenzy, Foggii i Monzy.
Po zakończeniu piłkarskiej kariery w 1980 roku rozpoczął pracę szkoleniową. W 1988 roku wywalczył z Regginą Calcio awans do Serie A, a niedługo potem trafił do AC Parmy; najpierw był asystentem Arriga Sacchiego, a po jego odejściu do Milanu w 1990 roku przejął obowiązki pierwszego trenera. Na tym stanowisku pracował przez sześć lat. W tym czasie zespół, w którym grali wówczas m.in. reprezentanci Włoch Antonio Benarrivo i Luigi Apolloni, Belg Georges Grün, Szwed Tomas Brolin oraz później Fernando Couto, Dino Baggio, Stefano Fiore i Gianfranco Zola, wywalczył Puchar Włoch (1992), Puchar Zdobywców Pucharów (1993), Superpuchar Europy (1993) oraz – po pokonaniu w finale Juventusu – Puchar UEFA (1995).
Wkrótce Scala odszedł do Borussii Dortmund, ówczesnego zdobywcy Pucharu Mistrzów, ale spędził w niej tylko jeden sezon (1997–1998), okraszony zresztą zdobyciem Pucharu Interkontynentalnego.
Później pracował w klubach ze wschodniej Europy; był trenerem Beşiktaş JK (2000–2002), Szachtaru Donieck (2002), z którym zdobył pierwsze w historii klubu mistrzostwo kraju, oraz Spartaku Moskwa (2003–2004).